# Steinenstadt

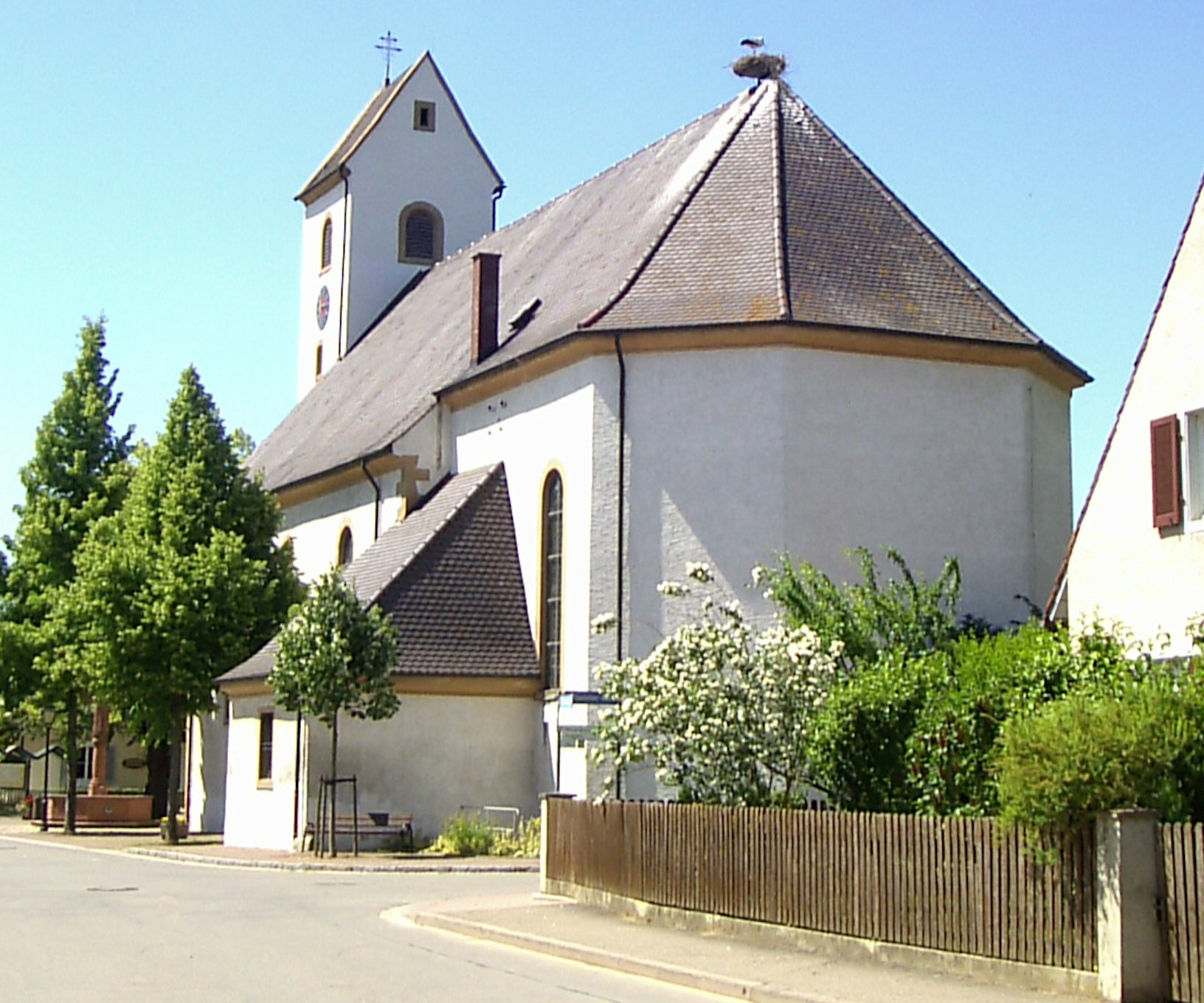
Autre vue de l'église Sainte-Barbara

Steinenstadt est un village du Margraviat badois dans le Land de Bade-Wurtemberg, en Allemagne. Sa population est de 1 376 habitants (2010). Stenenstadt était un village indépendant jusqu'à son incorporation dans la commune de Neuenburg am Rhein le 1er janvier 1975.
Le code postal de Steinenstadt est 79395 et ses indicatifs téléphoniques sont 07631 et 07635.

## Géographie
Steinenstadt se situe à 4,5 km au sud du centre-ville de Neuenburg, près du Rhin et à l'écart des flux de circulation régionaux. Le village a été construit dans une zone protégée contre les crues du Rhin, au bord de la rive.

## Histoire
Le nom « Steinenstadt », qui signifie littéralement « ville des pierres », peut provenir de l'expression « steinige Stätte » (« endroit caillouteux »), qui était inscrite sur les bâtiments romains du village. Le village est mentionné pour la première fois le 31 août 790. Ce jour-là, l'empereur Charlemagne offre le domaine de Steinenstadt à la basilique Saint-Martin de Tours en signant un document. En l'an 993, Steinenstadt crée un partenariat avec le lieu-dit de Rinken, qui n'existe plus aujourd'hui.
Jusqu'en 1803, Steinenstadt appartient au bailliage de Schliengen (de), qui faisait lui-même partie de la Principauté épiscopale de Bâle. Un peu en conflit avec sa voisine Schliengen, Steinenstadt est rattaché en 1809 au nouvel arrondissement de Müllheim, qui devient par la suite l'arrondissement de Müllheim (de).
Durant la Seconde Guerre mondiale, 40 % des maisons de Steinenstadt sont détruites. La reconstruction du village dure dix ans.
En 1952, un forage est créé au sud de Steinenstadt pour permettre l'exploitation de pétrole. Cette entreprise ne s'avérant pas fructueuse, elle est arrêtée et le forage est rebouché avec une dalle en béton. Cependant, de l'eau parvient à remonter à travers la dalle pour atteindre la surface, si bien que la dalle rompt en 1952. L'eau salée de la source, d'une température de 33,9 %, est alors soumise à des analyses, et s'avère conforme à la potabilité. La commune de Badenweiler, propriétaire du terrain du forage, se lance dans l'exploitation de la source. Aujourd'hui, la pompe installée permet de faire remonter 120 litres d'eau thermale par minute. Une partie de cette eau est mise en bouteille pour les clients du centre de cure de Badenweiler à partir de 1983, et le reste est utilisé pour remplir les thermes.
Le 1er janvier 1975, la commune de Steinenstadt perd son indépendance et est incorpoée dans la commune de Neuenburg am Rhein.
En raison de son passé "bâlois" Steinenstadt a adopté sans problème les armoiries identiques du canton de Bâle-Ville.

## Curiosités
- L'église Sainte-Barbe, construite en 1780–81.
- La fontaine Barbara, située sur la place de l'église et construite en 1990, à l'occasion des 1200 ans de la naissance du village.

## Blason

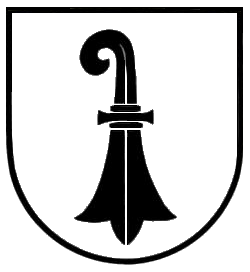

Le blason de Steinenstadt est décrit ainsi : « d'argent et d'une crosse épiscopale noire ».